# Калюжниця болотяна
Калю́жниця боло́тяна (інший варіант — бол́отна) Caltha palustris — отруйна багаторічна рослина з шнуроподібними коренями, що утворюють мичку, родини жовтцевих (Ranunculaceae). Кущики калюжниці ростуть в умовах сильного зволоження: на болотах і болотистих луках, по берегах водойм. Може використовуватися як лікарська рослина.

## Опис

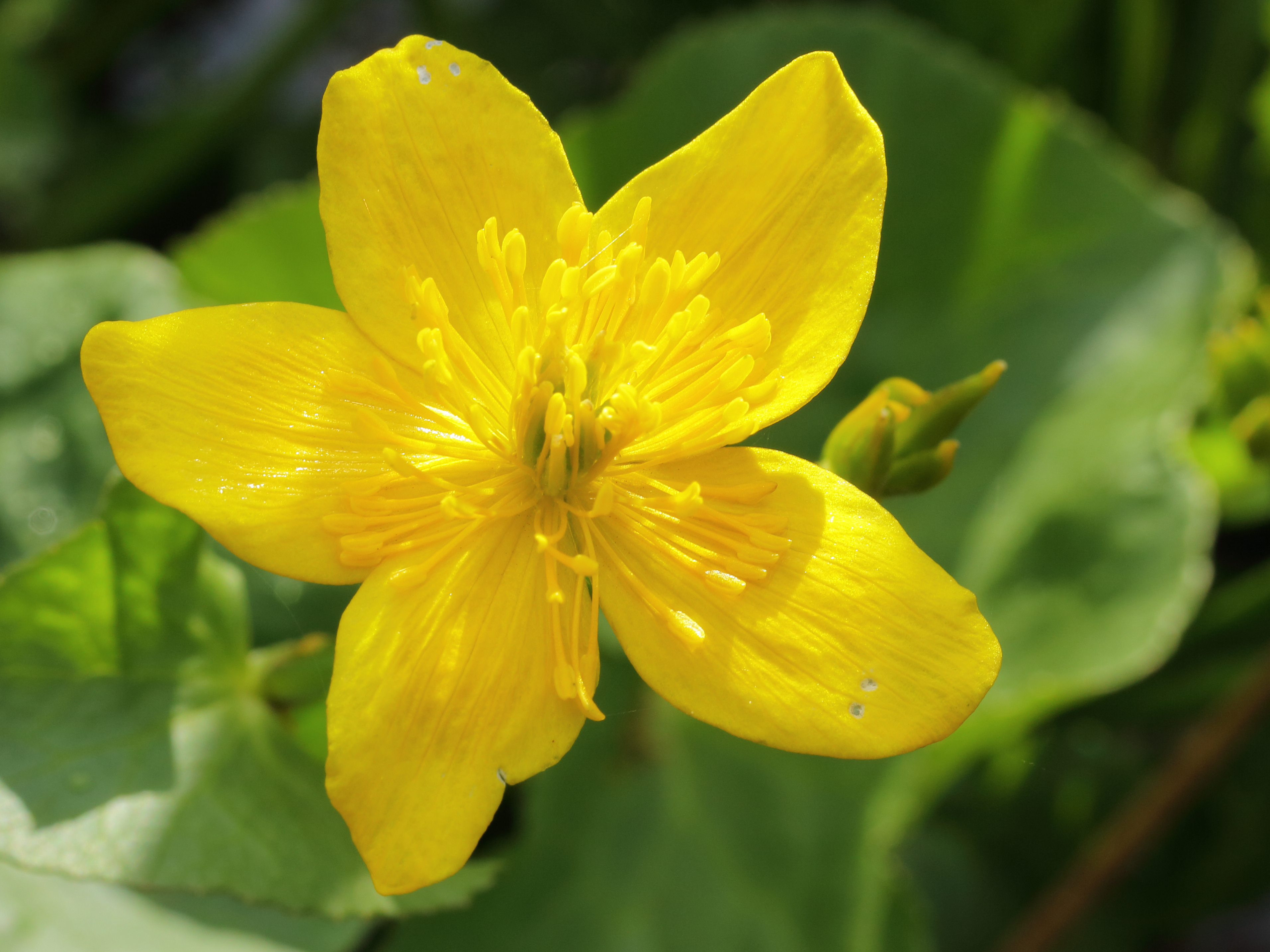
Квітка калюжниці болотяної

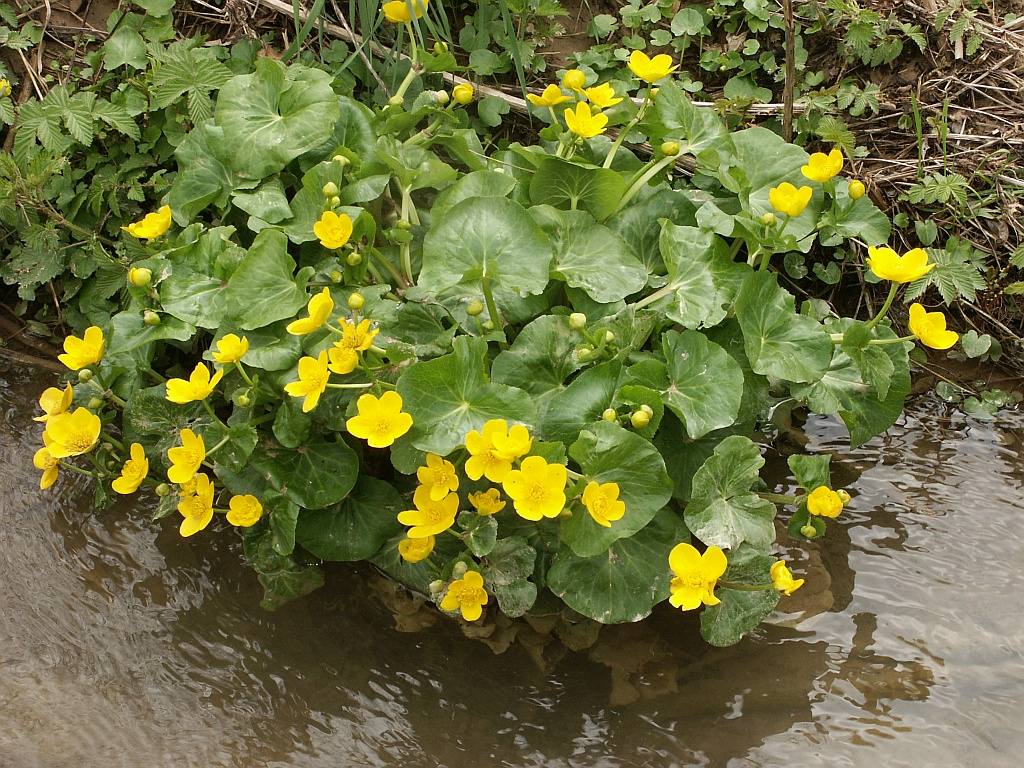
Калюжниця болотяна над річкою.

Багаторічна трав'яниста рослина (10-40 см заввишки) з мичкуватою кореневою системою, що складається з численних товстих шнуроподібних коренів. Стебло м'ясисте, прямостояче або висхідне, як і вся рослина, голе. Звичайно воно просте або вгорі розгалужене.
Листки чергові, темно-зелені, блискучі, гладенькі, зарубчасті і зарубчасто-зубчасті, рідше цілокраї. Нижні листки великі, черешкові, пластинка округло-серцеподібна. Середні й верхні листки дрібніші від нижніх, короткочерешкові або майже сидячі, напівстеблообгортні, з ниркоподібно-серцеподібними листковими пластинками. Прилистки плівчасті, буруваті або зелені при основі.

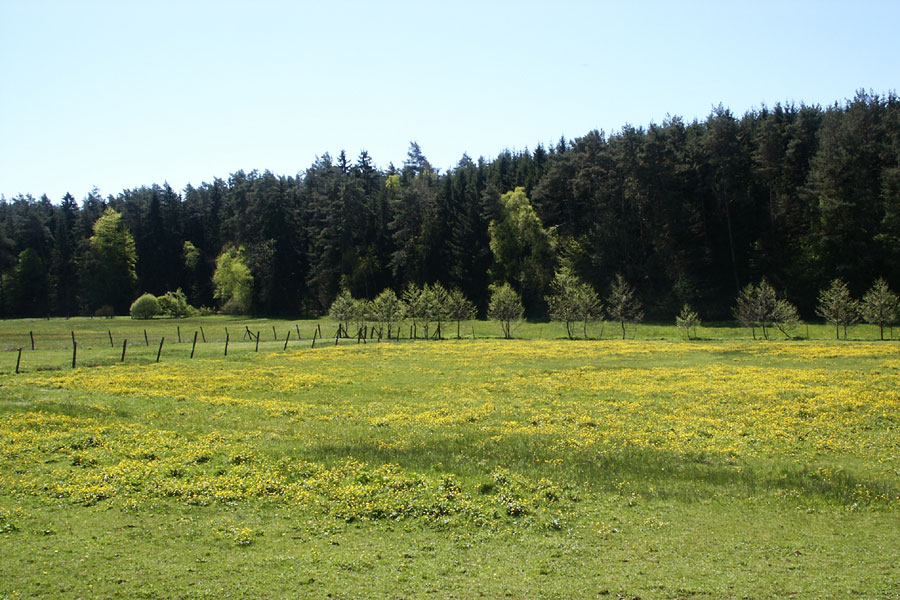
Болотиста лука у Німеччині де росте калюжниця болотяна.

Квітки великі, правильні, розміщені на довгих квітконіжках у пазухах листків. Оцвітина проста, віночкоподібна, роздільнопелюсткова, складається з п'яти золотисто-жовтих, часом зісподу зеленуватих листочків (1,5-2,3 см завдовжки, 5—8 мм завширшки). Тичинок багато, вони коротші за оцвітину. Маточок 2-12, стовпчики короткі, зав'язь верхня, при основі з неглибокими нектарними ямками.
Плід — складна листянка, плодики 8—12 мм завдовжки, 2—3 мм завширшки з коротким носиком.

## Поширення

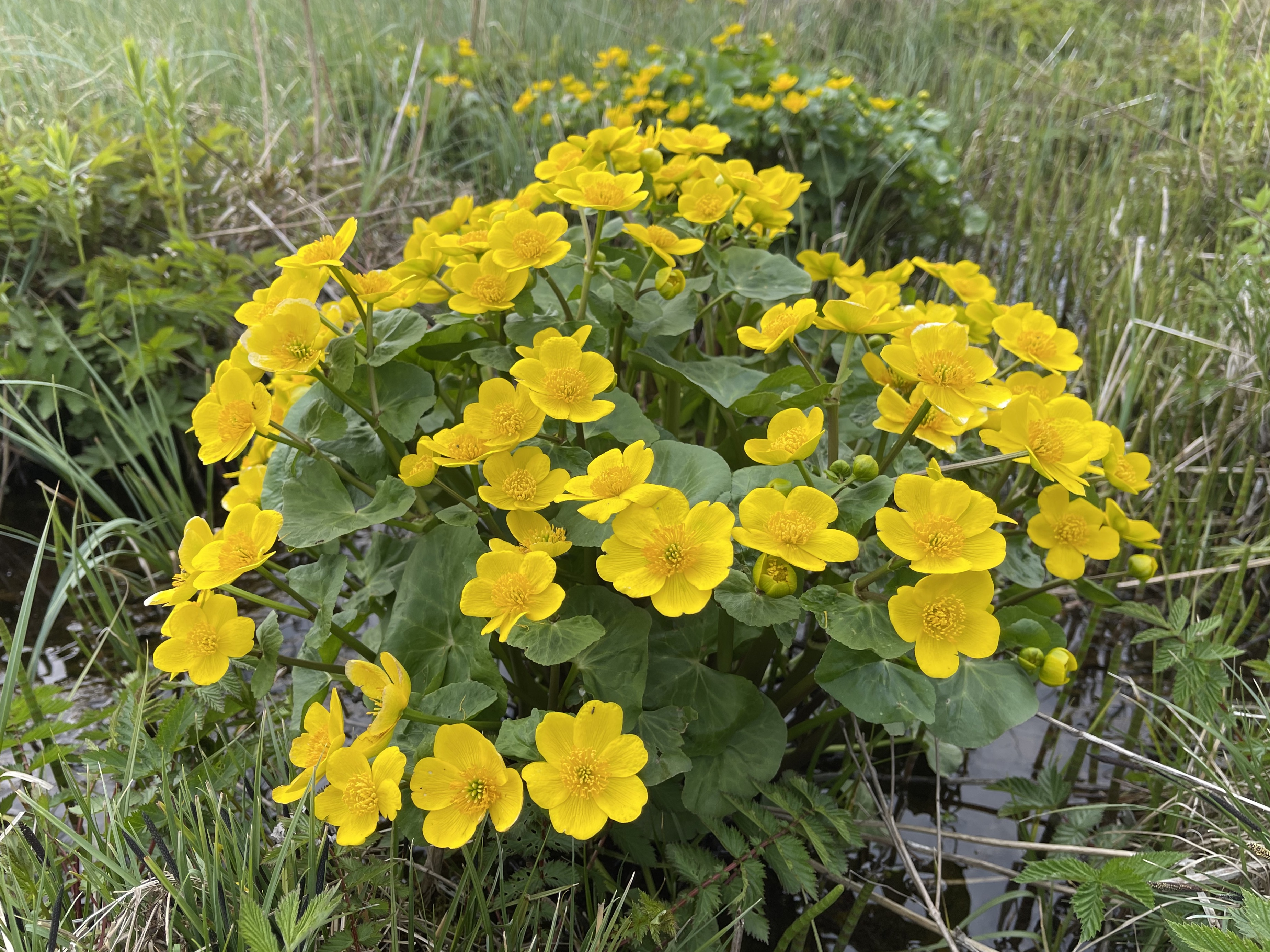
Цвіте та починає вегетувати порівняно рано з іншими травами — у другій половині квітня має вже повноцінні кущі

Росте калюжниця у вільшняках, на лісових болотах, заболочених луках. Поширена повсюди в зоні помірного клімату: в Європі (за винятком найпівденнішої частини), в Північній Америці (включаючи Аляску і Юкон), у Південному Кавказі та Казахстані, в Монголії і Японії, на півночі і заході Китаю, а також у гірських районах Індійського субконтиненту (північ Індії, Бутан і Непал). В Україні росте повсюдно.

## Практичне використання
Декоративна, отруйна, лікарська, харчова й медоносна рослина.

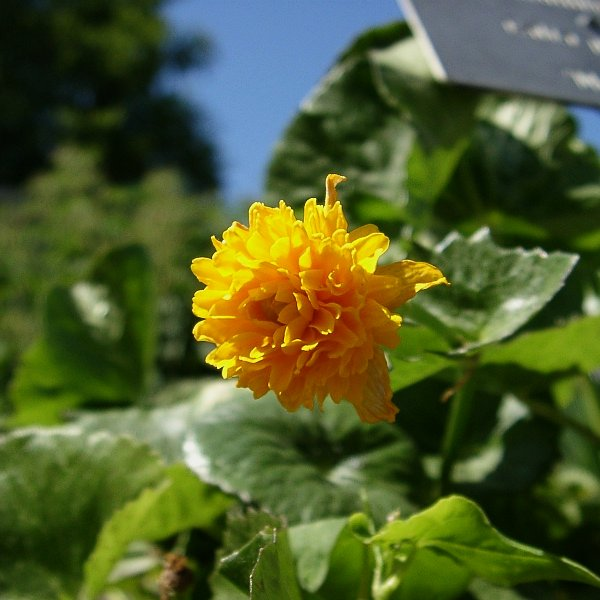
Декоративний сорт калюжниці болотяної — Caltha palustris 'Multiplex'

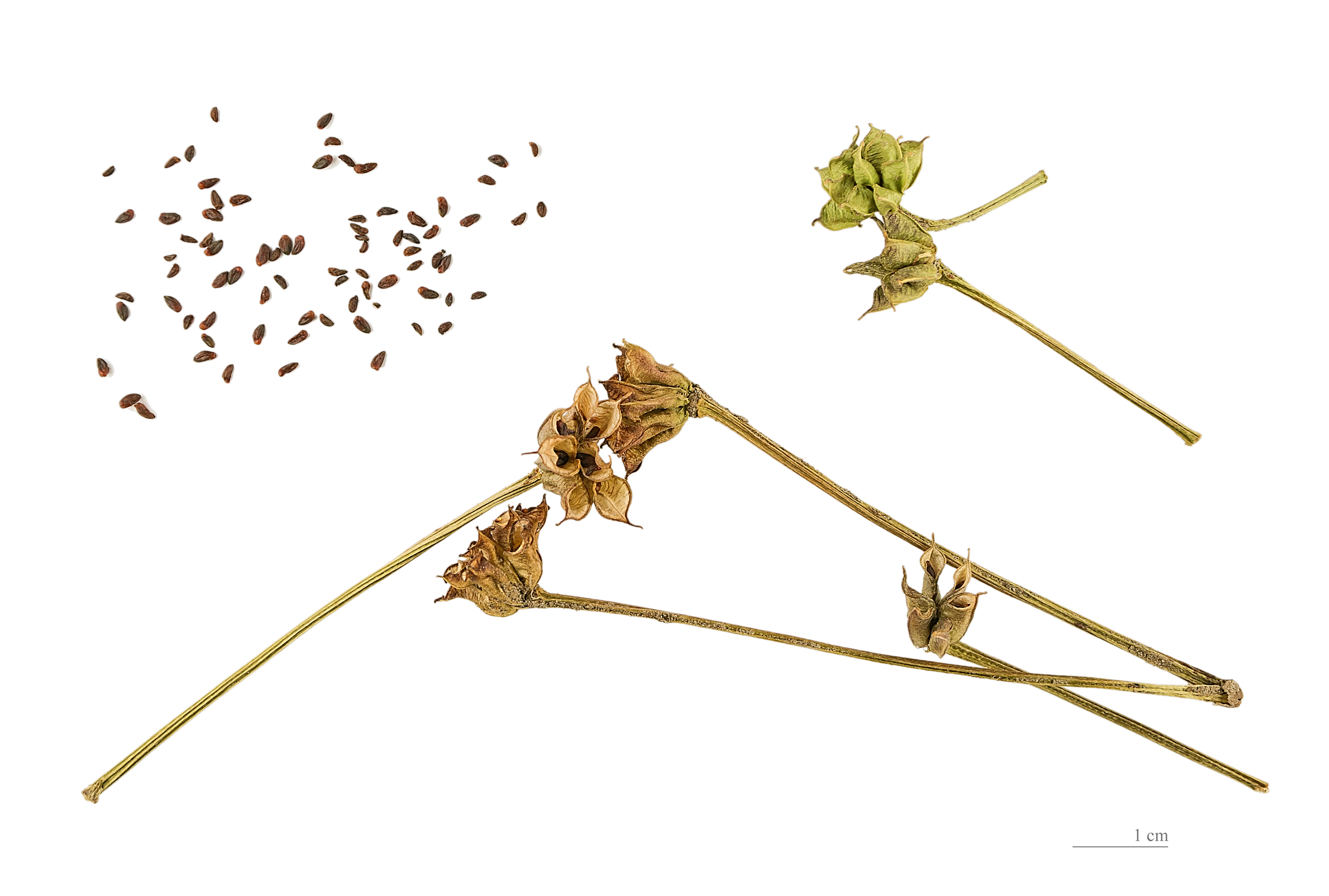
Caltha palustris

Калюжниця болотяна як декоративна рослина дуже ефектна по берегах водойм, де утворює яскраву золотисту кайму рясним цвітінням і великими квітками. Її рекомендують також для вогких місць у парках і лісопарках. Культивується багато декоративних сортів.
Калюжниця болотяна отруйна. Містить невелику кількість алкалоїдів (0,1 %), серед них берберин; в усіх частинах калюжниці, в тому числі у квітках, недостиглому насінні та в кореневищі, містяться сапоніни, кількість яких збільшується до осені. Калюжниця містить холін, а також летку речовину протоанемонін, яка і є токсичною. Під час висушування калюжниця втрачає токсичність, тому отруюються нею коні та велика рогата худоба тільки на пасовищах, причому поїдають її тільки при відсутності ціннішого корму. Можливе отруєння силосом, в якому є калюжниця, яке виражається в порушенні функції нирок і шлунково-кишкового тракту (кольки, здуття, пронос); у корів після з'їдання такого силосу знижуються надої молока. Відомі смертельні отруєння коней і корів. Для кіз і овець вона не отруйна як у свіжому, так і у висушеному вигляді. Свині поїдають плоди.
У народній медицині застосовують листки калюжниці від опіків і ран.
Другорядний ранньовесняний медонос і пилконос.
Нерозпущені пуп'янки маринують у оцті, який витягує з них гіркі речовини, і вживають як гостру приправу. З квіток можна одержувати жовту фарбу.